# Ehrharta tasmanica
Ehrharta tasmanica är en gräsart som först beskrevs av Joseph Dalton Hooker, och fick sitt nu gällande namn av L.P.M.Willemse. Ehrharta tasmanica ingår i släktet Ehrharta och familjen gräs.
Artens utbredningsområde är Tasmanien. Inga underarter finns listade i Catalogue of Life.